# Theodor Block (Jurist)
Theodor Block (auch: Theodorus Block und Theodor Bloccius oder Theodorus Bloccius; vollständiger Name Dietrich Theodor Block; * 22. März 1578 in Groß Varlingen; † 19. Oktober 1647 in Hannover) war ein deutscher Jurist, Fürstlich Braunschweig-Lüneburgischer Rat sowie Kreis- und Grenzsekretär.

## Leben
„Theodori Bloccii“ wurde 1578 in „Verlingen“ im Amt Wölpe geboren und war der einzige Sohn des Ackermanns Hermen Block und dessen Ehefrau Hylla, geborene Wipeking. Nach seiner Taufe erhielt er als Kind privat im Hause des „Oppermann“ Unterricht im Lesen und Schreiben und begab sich als 10-Jähriger selbständig nach Hannover. Dort lebte er bei Hansen Kückern, dem Bruder seiner Großmutter, und besuchte die hannoversche Schule. Seine Schreib- und Leseerfolge veranlassten ihn nach wenigen Jahren, bei einem weiteren Verwandten, dem Rektor der hannoverschen Lateinschule Christian Beckmann, als Helfer aufzuwarten. Anschließend unterrichtete er die Söhne des Juristen und hannoverschen Stadtsyndikus Konrad Bünting und diente Bünting dann einige Jahre als Schreiber.
Für ein von Block gewünschtes Studium bestand er zunächst eine Eignungsprüfung und konnte anschließend durch Stipendien zunächst des Adelsgeschlechtes von Holle für 4 Jahre, anschließend weiter durch ein Stipendium des Rates der Stadt Hannover an verschiedenen Universitäten studieren. So studierte er Rechtswissenschaften an der Universität Marburg, der Universität Jena sowie an der Academia Julia in Helmstedt. Ab dem 8. Dezember 1604 arbeitete er als Referent in der Fürstlichen Ratsstube, ab 1606 dann als Kammer-Substitut und Registrator und ab 1613 als Kammersekretär. In dieser Funktion versandte er Korrespondenz unter anderem an den Kaiser des Heiligen Römischen Reichs Deutscher Nation und sämtliche Kurfürsten des Reiches und stand als Rat und Sekretär nacheinander in Diensten seiner drei Landesherrn Herzog Friedrich Ulrich, Herzog August der Ältere und schließlich Herzog Georg von Braunschweig-Lüneburg. Zeitweilig parallel dazu wirkte Block als Amtseinnehmer des Niedersächsischen Kreises und als dessen Sekretär. Nach anderen Quellen wurde Block auch als fürstlicher Konsistorialrat bezeichnet.
Theodor Block konnte bis ins hohe Alter ohne Brille selbst kleingedruckte holländische Schriften lesen. Er starb nach einer acht Wochen andauernden Krankheit, in der ihm der örtliche Arzt und seine Ehefrau halfen. Der Christ evangelischen Glaubens wurde am 2. November 1647 in der hannoverschen Marktkirche beigesetzt.

## Familie
1607 heiratete Theodor Block in erster Ehe Catharina Schirmer (* 1577 in Wolfenbüttel; † 5. März 1626 ebenda), Tochter des Wolfenbütteler Oberweinschenks Hans Schirmer und Witwe des Amtmannes Heinrich Rabe im Amt Schöningen. Das Ehepaar hatte drei Söhne und zwei Töchter. Ein Sohn und eine Tochter überlebten ihren Vater nicht. Zum Zeitpunkt seines Todes war Block Großvater von 4 männlichen Enkeln.
Nach dem Tod seiner ersten Frau heiratete Block am 4. April 1627 in Hannover im Alter von 61 Jahren Catharina Falkenreich (* 6. Mai 1575 in Hannover), Tochter des hannoverschen Bürgers, Kramers und Ratsherrn Gottschalk Falkenreich und dessen Ehefrau Catharina, geborene Jungknecht. Catharina Falckenreich war seinerzeit Witwe des Bürgermeisters Erich Reiche. Nach deren Tod heiratete er – noch immer zur Zeit des Dreißigjährigen Krieges – 1639 seine vierte Ehefrau, Catharina Gärtner, Witwe des Berend Eggers, mit der er rund 9 Jahre laut eigener Auskunft bis zu seinem Lebensende „eine ruhige und friedsame Ehe besessen“.
Theodor Block hinterließ neben seiner Witwe „Catharinen Gertners“ unter anderem zwei Söhne, den Bürger Werner Dietrich Block sowie den Fürstlich Braunschweig-Lüneburgischen Kammerschreiber Julius Johann Block. Außerdem Hedwig Helene Block, Ehefrau des Fürstlich Braunschweig-Lüneburgischen Kammer- und Lehn-Sekretär „Herm JULII AUGUSTI VITI“. Die Genannten waren Auftraggeber für die von Nikolaus Baring 1647 verfasste Leichenpredigt.